# George, Västra Kapprovinsen
George är en stad i Västra Kapprovinsen i Sydafrika. Den är huvudort för en kommun med samma namn, samt distriktet Eden. George är den största staden längs den sträcka av sydkusten (Indiska oceanen) som kallas Garden Route. Folkmängden uppgick till cirka 160 000 invånare vid folkräkningen 2011. George grundades officiellt 23 april 1811. Staden består av två huvudområden, George samt det mer tätbefolkade Thembalethu i söder.